# Safari (Miranda!)
| Recensione | Giudizio |
| ---------- | -------- |
| AllMusic   |          |

Safari (talvolta reso graficamente come SAFAR!) è il sesto album in studio del gruppo musicale argentino Miranda!, pubblicato il 22 luglio 2014 dall'etichetta discografica Pelo Music.

## Descrizione
È stato l'ultimo album del gruppo ad essere pubblicato dalla Pelo Music, casa discografica di riferimento dei Miranda! fin dai loro esordi, prima di passare alla Sony Music, che lp ha ripubblicato nel 2016.
Il disco è stato scritto interamente dal cantante e leader del gruppo, Alejandro Sergi, collaborando in alcune tracce con Juliana Gattas, voce femminile della formazione, e Sebastián Schon. Contiene inoltre un duetto con il gruppo spagnolo Fangoria, una cover del brano Miro la vida pasar da loro interpretato originariamente nel 2004. L'album è stato prodotto da Ale Sergi insieme a Cachorro López, storico produttore del gruppo, ed è stato il primo disco realizzato con la formazione a tre composta dai cantanti Alejandro Sergi e Juliana Gattas e il bassista Nicolás "Monoto" Grimaldi dopo l'abbandono della formazione del chitarrista Leandro "Lolo" Fuentes, avvenuto all'inizio dell'anno.
Iniziato a registrare già nel 2013, la promozione dell'album è stata avviata il 28 dicembre dello stesso anno con la pubblicazione del primo singolo, Extraño, con il quale il gruppo annunciò l'imminente uscita del loro sesto lavoro di inediti, prevista inizialmente per il maggio 2014. Il disco infine fu pubblicato nel successivo mese di giugno, e il titolo venne annunciato solo poche ore prima dell'uscita ufficiale, venendo anticipato nel mese di giugno dal secondo singolo, Fantasmas.
Interamente composto da canzoni ritmate e privo di ballate, l'edizione digitale dell'album contiene anche le versioni acustiche dei dieci brani.

## Accoglienza
Il disco è stato accolto positivamente dalla critica. Pablo Plotkin del quotidiano La Nacion ha fatto notare un richiamo nella copertina del disco, un paio di natiche leopardate su uno sfondo di un'alba africana, disegnato da Alejandro Ros, alle copertine di altri due album di gruppi rock argentini: quella di Jessico, disco del 2001 dei Babasónicos disegnata anch'essa da Ros, e quella di Superficies de placer, album dei Virus del 1987. Nonostante l'oggetto della copertina, tuttavia, il disco non affronta tematiche sessuali ma "i protagonisti dei dieci brani sono personaggi sull'orlo della disperazione: innamorati, perseguitati, squartati, insonni", mentre la controparte femminile, interpretata da Juliana Gattas, rappresenta "eroine ribelli, ossessive, determinate a dimenticare tutto". Sempre secondo Plotkin, il disco alterna sonorità elettropop (Es por él), carnavalite (Sólo lo sabe la luna), reggae (Sé mía, dove è particolarmente presente la tastiera di "Monoto", uno dei tre componenti del gruppo), e swing (Fotos), con un tocco con un tocco di autotune (Nadie como tú). Anche la cover del brano dei Fangoria Miro la vida pasar, che contiene la partecipazione della cantante originale Alaska e del tastierista Nacho Canut, è stata valutata positivamente e considerato un ipotetico ponte per far apprezzare il gruppo argentina anche in terra iberica.
Mariano Prunes di AllMusic ha giudicato più severamente il disco, sottolineando il distacco che permane rispetto ai primissimi album pubblicati e facendo notare che l'assenza dello storico chitarrista e membro fondatore "Lolo", sostituito da musicisti turnisti, non è stata percepita, poiché ormai le sonoritù si basano prevalentemente sullo scambio vocale tra i due cantanti trascurando le sonorità e i riff di chitarra. Ha tuttavia aggiunto che si tratta del miglior disco dei Miranda! da El disco de tu corazón, con una menzione particolare per i primi due singoli estratti, Extraño e Fantasmas.
Secondo Nicolás Miguelez della testata online Zona de Obras, l'album è un "classico istantaneo", con una sonorità "puramente pop, quasi un tributo agli anni ottanta e alla loro cultura dell'esagerazione", elogiandone inoltre i testi e l'interpretazione "avvincenti e provocatori". Lorenzo Conchas di Bandwagon ha invece dichiarato che si tratta di "un buon album e niente di più", e che "non trasmette ciò che rappresenta".
Il cantante Alejandro Sergi in occasione della presentazione del disco, avvenuta al teatro El Círculo, ha dichiarato che si tratta di un disco di ricerca, con sonorità elettriche, melodrammatiche e orecchiabili.
L'album è stato nominato a due Premios Gardel nel 2015 nelle categorie "Album of the Year" e "Best Pop Group Album", vincendo quest'ultima. Il disco è stato il secondo del gruppo argentino ad essere entrato nella classifica spagnola degli album più venduti.

## Tracce
CD (Pelo 2564625509 (Warner) / EAN 0825646255092)
1. Fantasmas – 3:34 (Cachorro López, Sebastián Schon, Alejandro Sergi)
2. Extraño – 3:54 (Alejandro Sergi)
3. Es por él – 2:56 (Cachorro López, Sebastián Schon, Alejandro Sergi)
4. Solo sabe la luna – 3:30 (Alejandro Sergi)
5. Miro la vida pasar (feat. feat. Fangoria) – 3:34 (Ignacio Canut, Pablo Sycet, Mario Canut, Fernando Delgago, Olvido Gara)
6. Sé mia – 3:06 (Alejandro Sergi, Juliana Gattas)
7. Buen día – 2:51 (Alejandro Sergi, Juliana Gattas)
8. Nadie como tú – 3:26 (Cachorro López, Alejandro Sergi)
9. Fotos – 3:30 (Alejandro Sergi, Juliana Gattas)
10. Para olvidar tu amor – 3:24 (Alejandro Sergi)
11. Fantasmas – 3:42 (Cachorro López, Sebastián Schon, Alejandro Sergi) – (Acústico)
12. Extraño – 3:42 – (Acústico)
13. Es por él – 3:52 (Cachorro López, Sebastián Schon, Alejandro Sergi) – (Acústico)
14. Solo sabe la luna – 3:25 – (Acústico)
15. Miro la vida pasar (feat. feat. Fangoria) – 3:32 (Ignacio Canut, Pablo Sycet, Mario Canut, Fernando Delgago, Olvido Gara) – (Acústico)
16. Sé mia – 3:08 (Alejandro Sergi, Juliana Gattas) – (Acústico)
17. Buen día – 2:13 (Alejandro Sergi, Juliana Gattas) – (Acústico)
18. Nadie como tú – 3:05 (Cachorro López, Alejandro Sergi) – (Acústico)
19. Fotos – 2:34 (Alejandro Sergi, Juliana Gattas) – (Acústico)
20. Para olvidar tu amor – 2:55 – (Acústico)

Durata totale: 65:53

## Riconoscimenti
- 2015 - Premios Gardel come Best Pop Group Album[12]

Nomination
- 2015 - Premios Gardel come Album Of The Year

## Classifiche
| Paese  | Posizione raggiunta |
| ------ | ------------------- |
| Spagna | 96                  |

## Formazione
- Alejandro Sergi - voce principale, composizione (tracce 1, 2, 3, 4, 6, 7, 8, 9, 10), produzione
- Juliana Gattas - voce principale, composizione (tracce 6, 7, 9)
- Nicolás Grimaldi (Monoto) - Basso

Altri musicisti
- Cachorro López - produzione, programmazione, basso (traccia 1), chitarra (traccia 3)
- Alaska - voce principale e composizione (traccia 5)
- Nacho Canut - basso e composizione (traccia 5)
- Sebastián Schon - composizione (tracce 1, 3), tastiere (tracce 1, 3), chitarra, programmazione (traccia 3)
- Mauro Canut - composizione (traccia 5)
- Fernando Delgado - composizione (traccia 5)
- Gabriel Lucena - batteria, chitarra, tastiere, programmazione
- Ludo Morell - batteria
- Anuk Sforza - chitarra (tracce 3, 4, 10)
- César Sogbe - mixaggio
- José Blanco - mastering